# Roadracing-VM 2004
Världsmästerskapen i Roadracing 2004 arrangerades av Internationella motorcykelförbundet och innehöll klasserna MotoGP, 250GP och 125GP i Grand Prix-serien samt Superbike, Supersport och Endurance. MotoGP-säsongen 2003 kördes över 16 omgångar. VM-titlar delades ut till bästa förare och till bästa konstruktör. 
| Världsmästare i roadracing 2004 | Världsmästare i roadracing 2004   | Världsmästare i roadracing 2004 |
| Klass                           | Mästare individuellt              | Mästare konstruktörer           |
| ------------------------------- | --------------------------------- | ------------------------------- |
| MotoGP                          | Valentino Rossi                   | Honda                           |
| 250GP                           | Dani Pedrosa                      | Honda                           |
| 125GP                           | Andrea Dovizioso                  | Aprilia                         |
| Superbike                       | James Toseland                    | Ducati                          |
| Supersport                      | Karl Muggeridge                   | Honda                           |
| Endurance                       | Team GMT 94 (David Checa, Costes) | Yamaha                          |

## MotoGP-klassen
Mästare i klassen blev återigen Valentino Rossi för fjärde året i rad.
Rossi bytte till Yamaha inför säsongen vilket förvånade väldigt många då han hade vunnit tre mästerskap med Honda. Rossi överraskade dock genom att vinna mästerskapet och nio racesegrar på ett märke som inte vunnit VM sedan början av 1990-talet. Sete Gibernau kom tvåa, en bra bit efter Rossi.

### Vinnare
| Grand Prix     | Bana           | Vinnare         | Märke  |
| -------------- | -------------- | --------------- | ------ |
| Sydafrika      | Welkom         | Valentino Rossi | Yamaha |
| Spanien        | Jerez          | Sete Gibernau   | Honda  |
| Frankrike      | Le Mans        | Sete Gibernau   | Honda  |
| Italien        | Mugello        | Valentino Rossi | Yamaha |
| Katalonien     | Barcelona      | Valentino Rossi | Yamaha |
| Holland        | Assen          | Valentino Rossi | Yamaha |
| Brasilien      | Rio de Janeiro | Makoto Tamada   | Honda  |
| Tyskland       | Sachsenring    | Max Biaggi      | Honda  |
| Storbritannien | Donington Park | Valentino Rossi | Yamaha |
| Tjeckien       | Brno           | Sete Gibernau   | Honda  |
| Portugal       | Estoril        | Valentino Rossi | Yamaha |
| Japan          | Motegi         | Makoto Tamada   | Honda  |
| Qatar          | Losail         | Sete Gibernau   | Honda  |
| Malaysia       | Sepang         | Valentino Rossi | Yamaha |
| Australien     | Phillip Island | Valentino Rossi | Yamaha |
| Valencia       | Valencia       | Valentino Rossi | Yamaha |

### Slutställning
| Plats | Förare            | Team             | Poäng |
| ----- | ----------------- | ---------------- | ----- |
| 1     | Valentino Rossi   | Gauloises Yamaha | 304   |
| 2     | Sete Gibernau     | Telefónica Honda | 257   |
| 3     | Max Biaggi        | Camel Honda      | 217   |
| 4     | Alex Barros       | Repsol Honda     | 165   |
| 5     | Colin Edwards     | Telefónica Honda | 157   |
| 6     | Makoto Tamada     | Camel Honda      | 150   |
| 7     | Carlos Checa      | Fortuna Yamaha   | 117   |
| 8     | Nicky Hayden      | Repsol Honda     | 117   |
| 9     | Loris Capirossi   | Ducati Marlboro  | 117   |
| 10    | Shinya Nakano     | Team Kawasaki    | 83    |
| 11    | Rubén Xaus        | D'Antin Ducati   | 77    |
| 12    | Marco Melandri    | Fortuna Yamaha   | 75    |
| 13    | Norifumi Abe      | Gauloises Yamaha | 74    |
| 14    | Troy Bayliss      | Ducati Marlboro  | 70    |
| 15    | Alex Hofmann      | Kawasaki         | 53    |
| 16    | John Hopkins      | Red Bull Suzuki  | 45    |
| 17    | Neil Hodgson      | D'Antin Ducati   | 38    |
| 18    | Kenny Roberts Jr  | Red Bull Suzuki  | 37    |
| 19    | Jeremy McWilliams | MS Aprilia       | 26    |
| 20    | Shane Byrne       | MS Aprilia       | 18    |
| 21    | Nobuatsu Aoki     | Proton Team KR   | 10    |
| 22    | Michel Fabrizio   | WCM Yamaha       | 8     |
| 23    | Yukio Kagayama    | Red Bull Suzuki  | 7     |
| 24    | Olivier Jacque    | Moriwaki         | 5     |
| 25    | James Haydon      | Proton Team KR   | 4     |
| 26    | James Ellison     | WCM Yamaha       | 3     |
| 27    | Andrew Pitt       | Moriwaki         | 2     |
| 28    | Youichi Ui        | WCM Yamaha       | 1     |
| 29    | Kurtis Roberts    | Proton Team KR   | 1     |

## 250-klassen
Regerande världsmästaren i GP125, Dani Pedrosa blev världsmästare debutåret på 250. På sin Honda tog han 7 grandprixsegrar, 5 andraplatser och en tredjeplats vilket gav en överlägsen seger, 61 poäng före Sebas Porto.

### Delsegrare
| Bana           | Vinnare         | Märke   |
| -------------- | --------------- | ------- |
| Kyalami        | Dani Pedrosa    | Honda   |
| Jerez          | Roberto Rolfo   | Aprilia |
| Le Mans        | Dani Pedrosa    | Honda   |
| Mugello        | Sebastián Porto | Aprilia |
| Barcelona      | Randy de Puniet | Aprilia |
| Assen          | Sebastián Porto | Aprilia |
| Rio de Janiero | Manuel Poggiali | Aprilia |
| Sachsenring    | Dani Pedrosa    | Honda   |
| Donington Park | Dani Pedrosa    | Honda   |
| Brno           | Sebastián Porto | Aprilia |
| Estoril        | Toni Elías      | Honda   |
| Motegi         | Dani Pedrosa    | Honda   |
| Losail         | Sebastián Porto | Aprilia |
| Sepang         | Dani Pedrosa    | Honda   |
| Phillip Island | Sebastián Porto | Aprilia |
| Valencia       | Dani Pedrosa    | Honda   |

### Slutställning
| Plats | Förare          | Team                      | Poäng |
| ----- | --------------- | ------------------------- | ----- |
| 1     | Dani Pedrosa    | Telefónica Movistar Honda | 317   |
| 2     | Sebastián Porto | Repsol Aspar Aprilia      | 256   |
| 3     | Randy de Puniet | LCR Aprilia               | 214   |
| 4     | Toni Elías      | Fortuna Honda             | 199   |
| 5     | Alex de Angelis | Aprilia                   | 147   |
| 6     | Hiroshi Aoyama  | Telefónica Movistar Honda | 128   |

## 125GP

### Delsegrare
| Bana           | Vinnare           | Märke   |
| -------------- | ----------------- | ------- |
| Welkom         | Andrea Dovizioso  | Honda   |
| Jerez          | Marco Simoncelli  | Aprilia |
| Le Mans        | Andrea Dovizioso  | Honda   |
| Mugello        | Roberto Locatelli | Aprilia |
| Barcelona      | Héctor Barberá    | Aprilia |
| Assen          | Jorge Lorenzo     | Derbi   |
| Rio de Janiero | Héctor Barberá    | Aprilia |
| Sachsenring    | Roberto Locatelli | Aprilia |
| Donington Park | Andrea Dovizioso  | Honda   |
| Brno           | Jorge Lorenzo     | Derbi   |
| Estoril        | Héctor Barberá    | Aprilia |
| Motegi         | Andrea Dovizioso  | Honda   |
| Losail         | Jorge Lorenzo     | Derbi   |
| Sepang         | Casey Stoner      | KTM     |
| Phillip Island | Andrea Dovizioso  | Honda   |
| Valencia       | Héctor Barberá    | Aprilia |

### Slutställning
| Plats | Förare            | Märke   | Poäng |
| ----- | ----------------- | ------- | ----- |
| 1     | Andrea Dovizioso  | Honda   | 293   |
| 2     | Héctor Barberá    | Aprilia | 202   |
| 3     | Roberto Locatelli | Aprilia | 192   |
| 4     | Jorge Lorenzo     | Derbi   | 179   |
| 5     | Casey Stoner      | KTM     | 145   |
| 6     | Pablo Nieto       | Aprilia | 138   |
| 7     | Álvaro Bautista   | Aprilia | 129   |
| 8     | Steve Jenkner     | Aprilia | 122   |

## Supersport
Klassen vanns tämligen ohotat av Karl Muggeridge.

### Delsegrare
| Bana           | Vinnare             | Märke  |
| -------------- | ------------------- | ------ |
| Valencia       | Jurgen vd Goorbergh | Yamaha |
| Phillip Island | Joshua Brookes      | Honda  |
| Misano         | Karl Muggeridge     | Honda  |
| Monza          | Karl Muggeridge     | Honda  |
| Oschersleben   | Karl Muggeridge     | Honda  |
| Silverstone    | Fabien Foret        | Yamaha |
| Brands Hatch   | Karl Muggeridge     | Honda  |
| Assen          | Karl Muggeridge     | Honda  |
| Imola          | Karl Muggeridge     | Honda  |
| Magny-Cours    | Karl Muggeridge     | Honda  |

### Slutställning
| Plats | Förare                | Märke  | Poäng |
| ----- | --------------------- | ------ | ----- |
| 1     | Karl Muggeridge       | Honda  | 207   |
| 2     | Broc Parkes           | Honda  | 135   |
| 3     | Jurgen vd Goorbergh   | Yamaha | 130   |
| 4     | Sébastien Charpentier | Honda  | 120   |
| 5     | Lorenzo Lanzi         | Ducati | 82    |
| 6     | Kevin Curtain         | Yamaha | 69    |